# Kemiri (Sidoarjo)
Kemiri is een bestuurslaag in het regentschap Sidoarjo van de provincie Oost-Java, Indonesië. Kemiri telt 7501 inwoners (volkstelling 2010).